# Elytraria maritima
Elytraria maritima är en akantusväxtart som beskrevs av John Kenneth Morton. Elytraria maritima ingår i släktet Elytraria och familjen akantusväxter. Inga underarter finns listade i Catalogue of Life.